# RIPEMD
RIPEMD je rodina kryptografických hašovacích funkcí vyvinutá týmem Hanse Dobbertina, Antoona Bosselaerse a Barta Preneela na nizozemskojazyčné Katolické univerzitě v Lovani a v konečné podobě zveřejněná v roce 1996. Kromě původní funkce RIPEMD s 128bitovým výsledným otiskem zahrnuje funkce RIPEMD-128, RIPEMD-160, RIPEMD-256 a RIPEMD-320 (kde čísla odpovídají bitové velikosti otisků).
Pro původní funkci RIPEMD byla v roce 2004 nalezena kolize, ale není znám způsob, jak tento útok rozšířit na novější RIPEMD-160.
RIPEMD-160 je zahrnut v hašovacím standardu ISO/IEC 10118.